# Montmain (Côte-d’Or)
Montmain ist eine französische Gemeinde mit 139 Einwohnern (Stand 1. Januar 2022) im Département Côte-d’Or in der Region Bourgogne-Franche-Comté. Sie gehört zum Arrondissement Beaune sowie zum Kanton Brazey-en-Plaine und ist Mitglied im Gemeindeverband Rives de Saône.

## Geographie
Die Gemeinde liegt rund 35 Kilometer südlich von Dijon und 30 Kilometer nordöstlich von Chalon-sur-Saône.
Sie grenzt im Nordosten an Bagnot, im Südosten an Labergement-lès-Seurre, im Süden an Corberon, im Südwesten an Villy-le-Moutier und im Nordwesten an Argilly.

## Verkehrsanbindung
Durch die Gemeinde führt die A36 (ohne Anschlussstelle).

## Bevölkerungsentwicklung
| Jahr                       | 1962 | 1968 | 1975 | 1982 | 1990 | 1999 | 2006 | 2016 |
| Einwohner                  | 54   | 58   | 61   | 65   | 70   | 63   | 91   | 150  |
| Quellen: Cassini und INSEE |      |      |      |      |      |      |      |      |